# Callum Paterson
Callum Thomas Owen Paterson (ur. 13 października 1994 w Londynie) – szkocki piłkarz występujący na pozycji obrońcy w Cardiff City.